# Medford (Oregon)
Medford je město na jihu Oregonu v okrese Jackson County s 73 960 obyvateli.
Město vzniklo roku 1884 jako zastávka na železniční trati Oregon and California Railroad a dostalo název podle Medfordu v Massachusetts, od roku 1927 je sídlem okresní správy. Leží v oblasti Rogue Valley, známé teplým a suchým podnebím, umožňujícím produkci ovoce a vína. Sídlí zde firma Lithia Motors, věnující se prodeji automobilů. Místní dominantou je hora Roxy Ann Peak, okolní lesy jsou využívány k těžbě dřeva i k rekreaci. S vysokým počtem lidí, kteří sem přicházejí trávit stáří, souvisí existence dvou nemocnic, Rogue Regional Medical Center a Providence Medford Medical Center. Ve městě vychází deník Mail Tribune.
Z Medfordu pochází Jackson, postava z filmu Pojistka smrti. Do školy zde chodil olympijský vítěz ve skoku vysokém Dick Fosbury.

## Partnerská města
- Alba (Piemont)